# 角栓
角栓（かくせん、keratotic plug）とは、皮脂腺から分泌された皮脂や周囲の角質が毛穴中で凝固、発達したもの。

## 概要

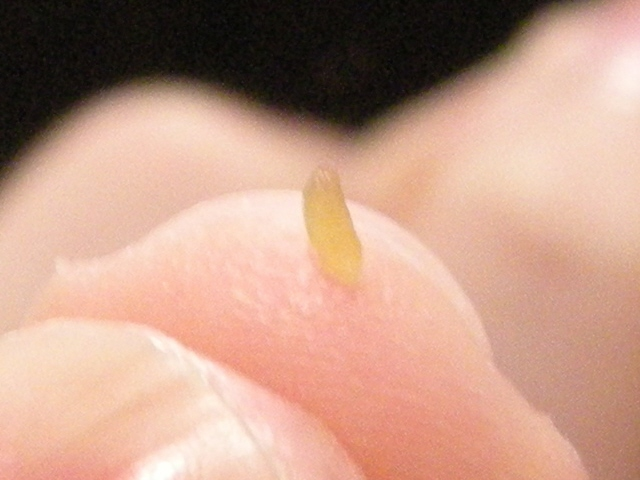
黒にきびを潰して出てきた角栓

角栓の構成成分として主な成分はタンパク質であり、脂質はトリグリセリドが少なく遊離脂肪酸が多く、角質層にはないアクネ菌由来のタンパク質と炎症に関わるタンパク質が検出されるため、皮膚上の細菌によってトリグリセリドが分解されてできた遊離脂肪酸だと考えられ、この脂肪酸が毛穴の角質細胞を成長させて剥離され、皮脂と混ざることで角栓となっている。角栓には、内毛根鞘に由来するトリコヒアリンが存在することから、表皮の角質ではなく皮脂管近くで分解される内毛根鞘の分解物が取り込まれている可能性がある。
皮脂の分泌が多く、ターンオーバーが早いためか、角栓の成長は夏に早くなる。角栓が毛穴を広げる影響は大きいと考えられ、30代までの女性は角栓によって毛穴が目立ちやすいが、40代の女性では皮脂の分泌が減少するため角栓がなく毛穴が目立つケースが増える。また、表面が酸化して黒く見えることがある。

## 美容対策
トラネキサム酸、コハク酸、乳酸の合剤の塗布試験で、合計36個の毛穴の約30%では、角栓の成長が遅くなった実験結果がある。他に角栓の成長抑制に効果のあるものとして、カンラン葉抽出物（脂質の過酸化による異常角化を抑える）、チャノキオイル、ザクロ発酵液が知られる。
角栓はニキビの原因にもなるため、毛穴パックなどで除去する場合もある。ただし、毛穴パックは適切に使用しないと、かえって肌にダメージを与える場合がある。この他にも爪やピンセットで掻き出すと、炎症を起こす可能性がある。